# Crouching Tiger, Moshing Panda
Crouching Tiger, Moshing Panda è la seconda compilation della band statunitense Good Clean Fun, pubblicato dalla loro stessa etichetta, la Good Clean Fun Recordings, il 27 febbraio 2007. È l'ultimo lavoro pubblicato dalla band. Contiene 4 inediti, ovvero Punk Rock Academy, Hats Off to Halford, Wonderful e Shawn King Can Suck It.

## Tracce
1. X-Mas Time for the Skins (cover dei Crucial Youth) -
2. Punk Rock Academy -
3. Hats Off to Halford -
4. Let's Go Crazy (cover di Prince) -
5. Bully (cover dei 7 Seconds) -
6. Fight to Unite -
7. No More (cover degli Youth of Today) -
8. Victory Records Sucks -
9. Wonderful -
10. Hang Up and Drive -
11. Shawn King Can Suck It -
12. _ _ _ _ Your Platitudes -
13. No Sacrifice Too Great -
14. Next Year in Jerusalem -
15. Time of My Life -
16. The Ice Cream Man Cometh -
17. Today Was a Positive Day -
18. Today the Scene, Tomorrow the World -